# Тривич, Добривое
Добривое Тривич (серб. Добривоје Тривић; 26 октября 1943, Шеварице  — 26 февраля 2013, Нови-Сад) — югославский защитник и полузащитник, выступал за сборную Югославии.

## Биография
Большую часть карьеры Тривич провёл в Воеводине, проведя за клуб в общей сложности 156 матчей; в клубе выступал на позиции полузащитника. В 1971 году Тривич перешёл во французский Олимпик Лион, продолжил карьеру в Тулузе, а завершил карьеру в той же Воеводине.
За сборную Югославии Добривое Тривич провёл 13 матчей, вместе с командой дошёл до финала Евро-1968, где сборная Югославии была остановлена Италией.
Вместе с Лионом Тривич выиграл Кубок Франции 1973 и Суперкубок Франции того же года. С Воеводиной полузащитник выиграл чемпионат страны 1966 года.